# Грант Генлі
Грант Генлі (англ. Grant Hanley, нар. 20 листопада 1991, Дамфріс) — шотландський футболіст, захисник клубу «Норвіч Сіті».
Виступав, зокрема, за клуби «Блекберн Роверз» та «Ньюкасл Юнайтед», а також національну збірну Шотландії.

## Клубна кар'єра
Народився 20 листопада 1991 року в місті Дамфріс. Вихованець юнацьких команд футбольних клубів «Квін оф зе Саут», «Кру Александра» та «Рейнджерс», а 2008 року потрапив до академії англійського клубу «Блекберн Роверз». У квітні 2010 року за свою гру в дублі Грант був переведений до першого складу команди, де отримав футболку з номером «31».

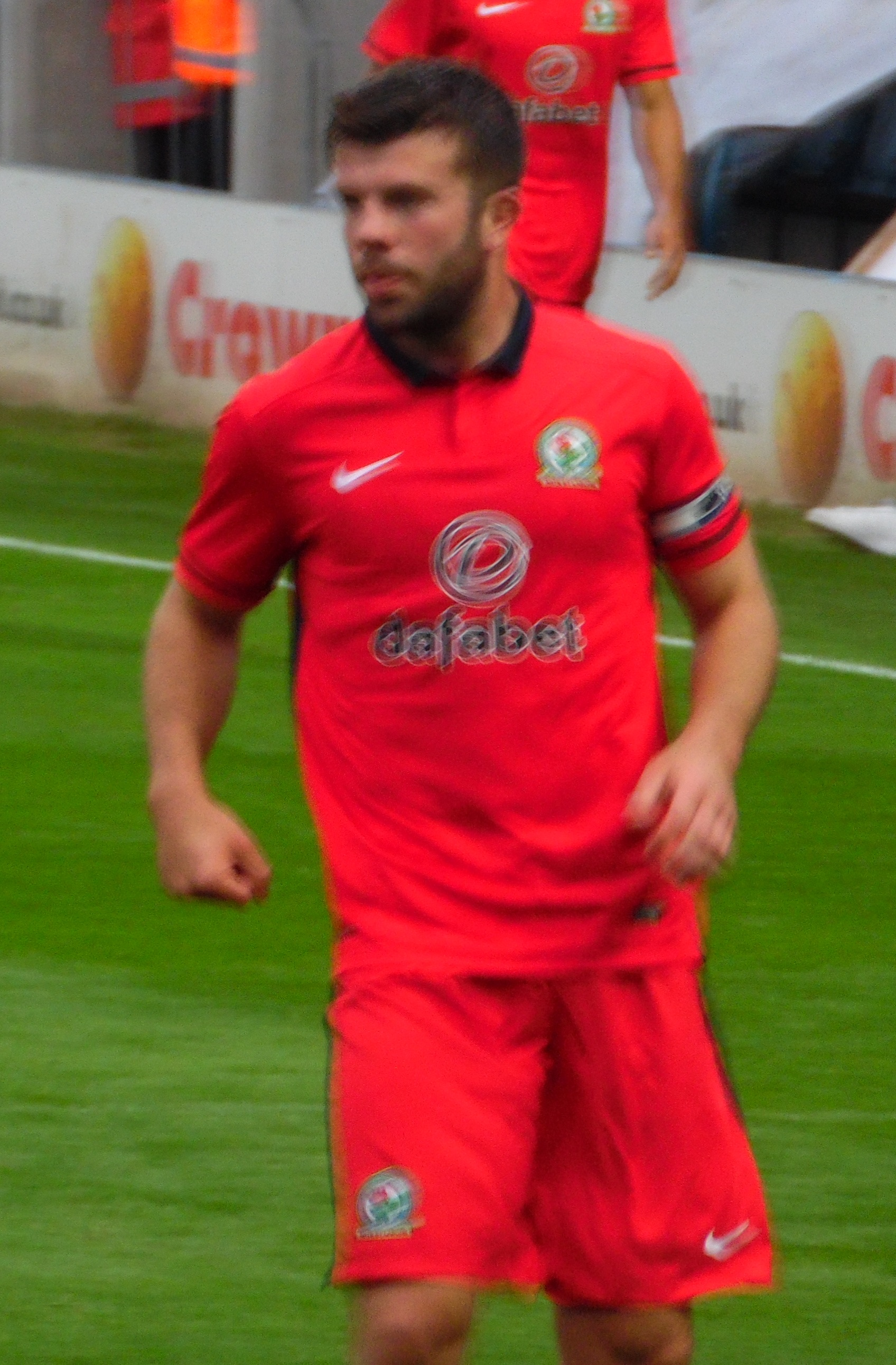
Грант Генлі під час виступів за «Блекберн Роверз». 2015 рік.

Дебют Генлі у першій команді «Блекберна» відбувся 9 травня 2010 року, коли в останньому турі англійської Прем'єр-ліги сезону 2009/10 його команда на стадіоні «Вілла Парк» грала з бірмінгемською «Астон Віллою». Поєдинок закінчився з рахунком 1:0 на користь «Роверз», а сам Грант відіграв повний матч. 21 липня того ж року Грант пролонгував з «Блекберном» угоду про співпрацю ще на п'ять років. 5 березня 2011 року шотландець відкрив рахунок своїм голам у професійному футболі, вразивши ворота «Фулгема» в гостьовому для «бродяг» поєдинку англійської Прем'єр-ліги.
Поступово Генлі став основним захисником «Блекберна», йому довіряли всі тренери, які змінювали один одного на посаді менеджера клубу. У 2013 році, коли тренером був призначений Гері Боєр, який працював з Грантом в Академії, Генлі поміняв ігровий номер — з «31» на «5». Під час зимового трансферного вікна у 2014 році команду покинув капітан клубу Скотт Данн, який перебрався в «Крістал Пелес». Через кілька днів менеджер «Роверз» оголосив, що капітанська пов'язка тепер належить Гранту Генлі. Загалом у рідному клубі Генлі провів сім сезонів, взявши участь у 183 матчах чемпіонату.
21 липня 2016 року Генлі підписав п'ятирічний контракт з «Ньюкасл Юнайтед» з Чемпіоншипу, де теж взяв номер «5», який раніше носив Джорджиньо Вейналдум. Перший гол за клуб він забив на 79-й хвилині у матчі проти «Квінз Парк Рейнджерс» (6:0) на «Лофтус-Роуд». Втім основним гравцем «сорок» Генлі не став, і після того, як команда посіла перше місце та вийшла до Прем'єр-ліги, Грант вирішив залишитись у другому дивізіоні, перейшовши 30 серпня 2017 року у «Норвіч Сіті». У складі «канарок» Генлі у першому сезоні був основним гравцем, але надалі через травми втратив місце в основі, хоча і посів з командою 1 місце у сезоні 2018/19, перед початком якого був обраний новим капітаном команди. 9 серпня 2019 року Генлі забив автогол у матчі проти «Ліверпуля» (1:4) в першому турі Прем'єр-ліги, який став першим голом у турнірі сезону 2019/20 років. Цей сезон шотландець також частково пропустив через травму, а команда посіла останнє 20 місце і вилетіла назад у Чемпіоншип. Станом на 27 липня 2020 року відіграв за команду з Норвіча 56 матчів в національному чемпіонаті.

## Виступи за збірні
2010 року дебютував у складі юнацької збірної Шотландії (U-19), загалом на юнацькому рівні взяв участь у 7 іграх..
У листопаді 2010 року 18-річний Генлі був викликаний в до складу молодіжної збірної Шотландії на товариську зустріч проти однолітків з Північної Ірландії. У тому ж поєдинку, який відбувся 17 листопада, Грант і зіграв свій перший і єдиний матч у складі молодіжної збірної, оскільки надалі став злучатись до національної команди.
У лютому 2011 року Генлі був вперше викликаний під прапори національної збірної Шотландії на матч Кубка націй проти збірної Північної Ірландії. 25 травня того ж року відбувся дебют молодого захисника в «тартановій армії». В цей день шотландці в поєдинку Кубка націй зустрічалися з валлійцями — Грант з'явився на полі на 84-й хвилині гри, замінивши Гері Колдвелла. 22 березня 2013 року Генлі вперше відзначився забитим м'ячем за національну команду, вразивши у відбірковому матчі до світової першості 2014 року ворота збірної Уельсу.